# Tina Pepper
Tina Pepper (* 19. Februar 1979 in Osnabrück) ist eine deutsche Filmmusikkomponistin und Musikproduzentin.

## Leben
Pepper begann als Kind mit dem Klavierspielen. Mit 18 erhielt sie im Rahmen des Förderpreises der Sparkasse Osnabrück die Möglichkeit, als Solistin neben Saskia Enders mit dem Osnabrücker Symphonieorchester je ein Klavierkonzert für zwei Klaviere von Johann Sebastian Bach und Wolfgang Amadeus Mozart aufzuführen.
Nach dem Abitur studierte sie von 1998 bis 2001 am Liverpool Institute for Performing Arts Musik mit dem Schwerpunkt Komposition u. a. bei Mark Frederick Pearman und Ian Gardiner. Von 2002 bis 2005 studierte sie Digitale Medien an der Universität Bremen und arbeitete im Anschluss als Werbekomponistin in Berlin. Von 2009 bis 2013 studierte sie Filmmusik an der Filmuniversität Babelsberg bei Ulrich Reuter.
Seit 2013 arbeitet sie als freischaffende Komponistin für Fernseh- und Kinofilme.

## Filmografie (Auswahl)
- 2011: Teardrop
- 2011: Kriegerin (additional Music)
- 2013: Die Chefin (Vertrauen)
- 2013: Dracula – Prince of Darkness (additional Music)
- 2014: Die Chefin (Tödliche Seilschaften)
- 2015: Der Nanny (additional Music)
- 2016: Itchi: My Path
- 2017: WaPo Bodensee (Folgen 4–8)
- 2017: Schule, Schule – Die Zeit nach Berg Fidel
- 2017: You Are Wanted (additional Music)
- 2017: Rückenwind von vorn
- 2018–2021: Sankt Maik
- 2018: Kim hat einen Penis
- 2019: Rampensau  (Fernsehserie)
- 2020: Die Donau ist tief. Ein Krimi aus Passau (Fernsehreihe)
- 2021: Loving Her (Fernsehserie)
- 2021: Gefährliche Nähe (Fernsehserie)
- 2021: Dengler – Kreuzberg Blues (Fernsehreihe)
- 2022: Balko Tenerife – Doppelt hält besser (Fernsehreihe)
- 2024: Die Notärztin (Fernsehserie)
- 2025: Tatort: Das Ende der Nacht

## Auszeichnungen
- 2020: Deutscher Fernsehpreis: Beste Musik für Rampensau[4]
- 2022: Nominierung Deutscher Musikautor*innenpreis in der Kategorie „Komposition Audiovisuelle Medien“[5]